# Krain
Krain (slovensk Kranjska) er et område i Slovenien. Området udgør størstedelen af landet og ligger rundt om hovedstaden Ljubljana.
I antikken var området en del af provinsen Pannonien. Under folkevandringstiden var området et vigtigt gennemgangsområde for germanske folk på deres vej til Italien. Langobarderne bosatte sig i området indtil de i 568 drog videre mod Italien. Omkring 590 blev området bosat af slovener. I det 8. århundrede kom området sammen med Kärnten som Karantien ind under Bayern og sammen med dette i Frankerriget. I 1040 fik det status af eget markgrevskab, og i 1335 kom hovedparten af området under Habsburgerne. I 1364 blev det ophøjet til hertugdømme. Under Habsburgerne var området en del af Innerösterreich og blev dermed forvaltet fra Graz.
Under napoleonstiden 1809 – 1814 hørte det til den franske Illyriske provins, men hørte i øvrigt frem til 1918 til Østrig. Herefter kom det under Kongeriget af Serbere, Kroater og Slovenere, hvor det blev lagt ind under det slovensktalende Untersteiermark og herefter bliver en del af Sloveniens historie.
46°06′N 14°30′Ø / 46.1°N 14.5°Ø